# Костромская (порода коров)
Костромская порода — порода крупного рогатого скота молочно-мясного или мясо-молочного направления. Выведена зоотехниками под руководством С. И. Штеймана, В. А. Шаумяна и Н. А. Горского в племенных хозяйствах Костромской области РСФСР путём скрещивания местного скота с альгаузской и швицкой породами. Порода утверждена в 1944 году. 

## Экстерьер
Костромская порода имеет много общего со швицкой породой  по экстерьеру, живой массе, уровню молочной продуктивности. Масть животных серая разных оттенков. Животные крупные, имеют крепкое сложение тела с ярко выраженными признаками молочности и мясности. Вес взрослой коровы костромской породы – 500-650 кг, некоторые достигают 800 кг; вес быков – 800-950 (иногда до 1200-1400) кг. Вес новорожденных телят около 40 кг, вес годовалых телят составляет 260 кг, а в полтора года – 350-400 кг.

## Продуктивность
Из молока этих коров делают знаменитый костромской сыр.
Одна из наиболее высокопродуктивных пород молочно-мясного направления. Молочная продуктивность – 5000-6000 кг в среднем, жирностью 3,7-3,9%, содержание белка до 3,8%, лучшие коровы дают до 8000 кг молока, жирностью 4,2%, рекорд 14115 кг/год. Представительницы костромской породы в среднем сохраняют молочную продуктивность до 18 лет. Медленная молокоотдача - 1,2 кг/мин является недостатком костромских коров.

Порода отличается очень быстрым набором веса. Бычок в полгода весит около 170 кг, а к полутора годам достигает уже 500 кг. Прирост телят составляет 1300 гр. в сутки. Убойный выход – 61-65%. Выход мяса – 83%. Мясо обладает отличными вкусовыми характеристиками.
По данным ВНИИплем за 2013–2016 гг. оценивалась эффективность использования двенадцати молочно-мясных пород крупного рогатого скота. При этом в расчёт брались по выход молочного жира и белка на день жизни, производство говядины на 1 корову за период продуктивного использования и получене нетелей для племпродажи в расчете на 1 корову.  Самый высокий рейтинг (Р-1) получила костромская порода с выходом 719 г жира и белка на день жизни, 576 кг говядины и 1,06 нетели для продажи на корову.
В 2021 году в племенных хозяйствах  Костромской  и  Владимирской областей от особей-рекордсменок получают надои по 10000—11000 кг молока.
Улучшение показателей продуктивности породы ведется на основании оценки племенной ценности быков-производителей.

## Содержание
Животные этой породы хорошо адаптированы к суровому континентальному климату с продолжительной зимой и коротким летом, не любят жаркий климат. По этой причине разводить костромских коров в регионах южнее Липецка и Тамбова уже не так выгодно. Основное поголовье сосредоточено на северо-востоке Центральной России — в Костромской, Ивановской, Ярославской, Владимирской областях, республике Марий Эл, в Украине и Белоруссии. 
В 1980 году насчитывалось 838 тысяч голов. 
Поскольку костромские коровы не нуждаются в дорогих концентрированных кормах и питаются в основном дешевым сеном и травой, с точки зрения себестоимости получаемой продукции они вполне могут составить конкуренцию высокопродуктивным, но дорогим в содержании айрширским, голштинским, джерсейским, швицким и другим «топовым» породам.  
Очень сильный иммунитет. Они не воспринимают многие характерные для КРС болезни. В их числе и распространенный среди коров лейкоз.
Костромской скот использовался при выведении алатауской породы (1940-1950-е годы).